# Hockey Club Minsk
Der Hockey Club Minsk (belarussisch Клуб па хакеі на траве "Мінск") ist ein 1993 unter dem heutigen Namen gegründeter Verein für Hockey aus der belarussischen Hauptstadt. Die Anfänge des Hockeys in Minsk gehen aber bereits auf das Jahr 1978 zurück. Der Club vertritt regelmäßig, sowohl bei den Herren als auch bei den Damen, Belarus bei den europäischen Clubwettbewerben im Feld- und Hallenhockey. Die Anlage des in Blau spielenden Vereins befindet sich im Gorky Park östlich der Swislatsch gegenüber der Altstadt von Minsk. Der größte internationale Erfolg für den HC Minsk stellt der 4. Platz beim EuroHockey Club Champions Cup der Herren 1997  da.

## Herren

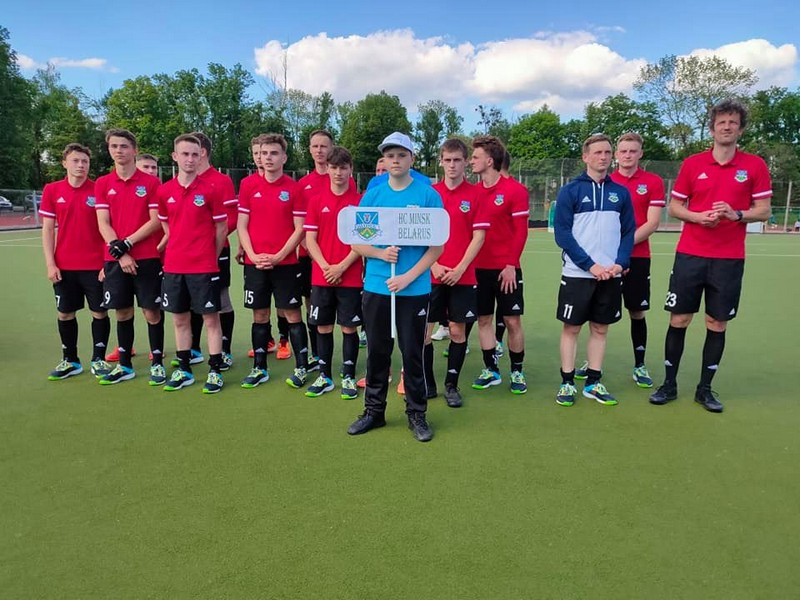
Mannschaftsfoto von HC Minsk, 2021

| Europapokalbilanz Herren Feld |                       |        |       |             |
| Jahr                          | Wettbewerb            | Niveau | Platz | Ort         |
| 1993                          | Club Champions Trophy | 2      | 3     | Havant      |
| 1994                          | Club Champions Trophy | 2      | 3     | Mailand     |
| 1995                          | Club Champions Trophy | 2      | 2     | Glasgow     |
| 1996                          | Club Champions Cup    | 1      | 5     | Mülheim     |
| 1997                          | Club Champions Cup    | 1      | 4     | Wassenaar   |
| 1999                          | Cup Winners Cup       | 1      | 7     | Amsterdam   |
| 2001                          | Cup Winners Trophy    | 2      | 5     | Wien        |
| 2007                          | Cup Winners Challenge | 3      | 1     | Valletta    |
| 2008                          | Club Challenge II     | 4      | 1     | Zagreb      |
| 2009                          | Club Challenge        | 3      | 3     | Prag        |
| 2010                          | Club Challenge        | 3      | 7     | Wien        |
| 2011                          | Club Challenge II     | 4      | 1     | Gibraltar   |
| 2012                          | Club Challenge        | 3      | 5     | Zagreb      |
| 2013                          | Club Challenge        | 3      | 3     | Prag        |
| 2015                          | Club Challenge II     | 4      | 1     | Lousada     |
| 2016                          | Club Trophy           | 2      | 7     | Glasgow     |
| 2017                          | Club Trophy           | 2      | 5     | Elektrostal |
| 2018                          | Club Trophy           | 2      | 3     | Wien        |
| 2019                          | Euro Hockey League    | 1      | VR 24 | Barcelona   |

Das Herrenteam steht national hauptsächlich in Konkurrenz zum SC Stroitel Brest. Bei der EuroHockey Club Trophy 2016 erreichte die Mannschaft nach zwei Niederlagen gegen die Schotten des Kelburne HC und die Iren des Banbridge Hockey Club sowie einem Unentschieden gegen HC Rotweiss Wettingen aus der Schweiz nur den letzten Platz in ihrer Vorrundengruppe. Dies bedeutete den Abstieg des Vertreters Belarus 1 in die EuroHockey Club Trophy. Durch den gleichzeitigen Gewinn der Euro Hockey Challenge durch Stroitel Brest als Vertreter Belarus 2 ändert sich zur Saison 2016/17 trotzdem nichts an der Einteilung der beiden belarussischen Starter in den europäischen Wettbewerben.

### Erfolge
- EuroHockey Club Challenge II: 2011, 2015

- Belarussischer Meister: 1993, 1994, 1995, 1996, 2014, 2015, 2016
- Belarussischer Pokalsieger: 2009, 2010
- Belarussischer Hallenmeister: 2001, 2002, 2003, 2004, 2005, 2006, 2008, 2009, 2012, 2013, 2015, 2016

## Damen
Das Damenteam war 2015 Gastgeber der EuroHockey Club Trophy und erreichten den vierten Platz, in der Saison 2015/16 verbesserte sich die Mannschaft beim selben Wettbewerb mit Position drei. 2016 richtete der Verein den EuroHockey Club Champions Cup (Halle) aus und schloss auf dem fünften Platz ab.

### Erfolge
- Belarussischer Meister: 2013, 2015
- Belarussischer Pokalsieger: 2013, 2014, 2015
- Belarussischer Hallenmeister: 2015, 2016

## Weblink
- Webauftritt des HC Minsk